# 齋藤信治
齋藤 信治（さいとう のぶはる、1973年9月29日 - ）は、日本の元男子バレーボール選手。

## 来歴・人物
栃木県今市市出身。
父親は185cm、母親は175cm、妹は186cm、曾祖父は190cmあったという。
宇都宮白楊高校時代は無名選手であったが、日本体育大学に入学すると猛練習で成長しインカレでも活躍する。
その後、1996年東レアローズに入団し、2m超の高身長を武器にVリーグで活躍。オポジットとしてプレーしていたが、2000-2001シーズンよりチーム事情でミドルブロッカーにコンバートされた。全日本代表にも何度も選ばれ、国際大会でも活躍したが、2008年北京オリンピック出場をもって現役引退した。
現役引退後は、東レ建設での社業を行いながら、バレーボールの普及活動に努めている。
ノブコフの愛称は朝日健太郎によって名づけられた。1999年のワールドカップではさらにインパクトをつけるために彼の身長である205（cm）を愛称につなげ、ノブコフ205をキャッチフレーズとしてテレビ放送で使用した。

## 球歴
- 日本代表 - 1995-1997、1999、2001、2003-2008年
  - オリンピック - 2008年
  - 世界選手権 - 2006年
  - ワールドカップ - 1995年、1999年

## 受賞歴
- 2002年 - 第9回Vリーグ スパイク賞・ベスト6
- 2003年 - 第10回Vリーグ スパイク賞

## 所属チーム
- 宇都宮白楊高校
- 日本体育大学
- 東レアローズ（1996-2008年）